# Salmo 116
Il salmo 116 costituisce il centosedicesimo capitolo del Libro dei salmi.